# Miłobądz (powiat bytowski)
Miłobądz (niem. Sophiental) – pofolwarczna kolonia w Polsce położona w województwie pomorskim, w powiecie bytowskim, w gminie Kołczygłowy.
Nazwa wsi pochodzi od staropolskiego imienia męskiego Miłobąd.
W latach 1975–1998 miejscowość administracyjnie należała do województwa słupskiego.